# ممشى المشاهير في هوليوود
ممشى المشاهير أو ممر الشهرة (بالإنجليزية: Walk of Fame) هو ممر في لوس أنجلوس، أمريكا يمثل ساحة الشهرة يُعنى بتكريم المشاهير من البشر وغير البشر بنجوم توضع في هذا الممر ويوجد الآن أكثر من 2640 نجمة منذ بدايته عام 1959.
وهناك عدة أنواع للنجوم: التميز التلفزيوني، التميز السينمائي، التميز الموسيقي، التميز الإذاعي.
والجدير بالذكر أن الملاكم العالمي محمد علي رفض أن توضع نجمته على الأرض لئلا يطأ الناس على اسمه الذي يعد نفس اسم النبي محمد واحتراما لرغبته تم وضعها على حائط مسرح كوداك.
وليس بالضرورة أن يكون صاحب النجمة شخصاً حقيقياً، فمثلاً ميكي ماوس، و دونالد داك، و باغز باني لهم نجمات باسمهم على ذلك الممر.

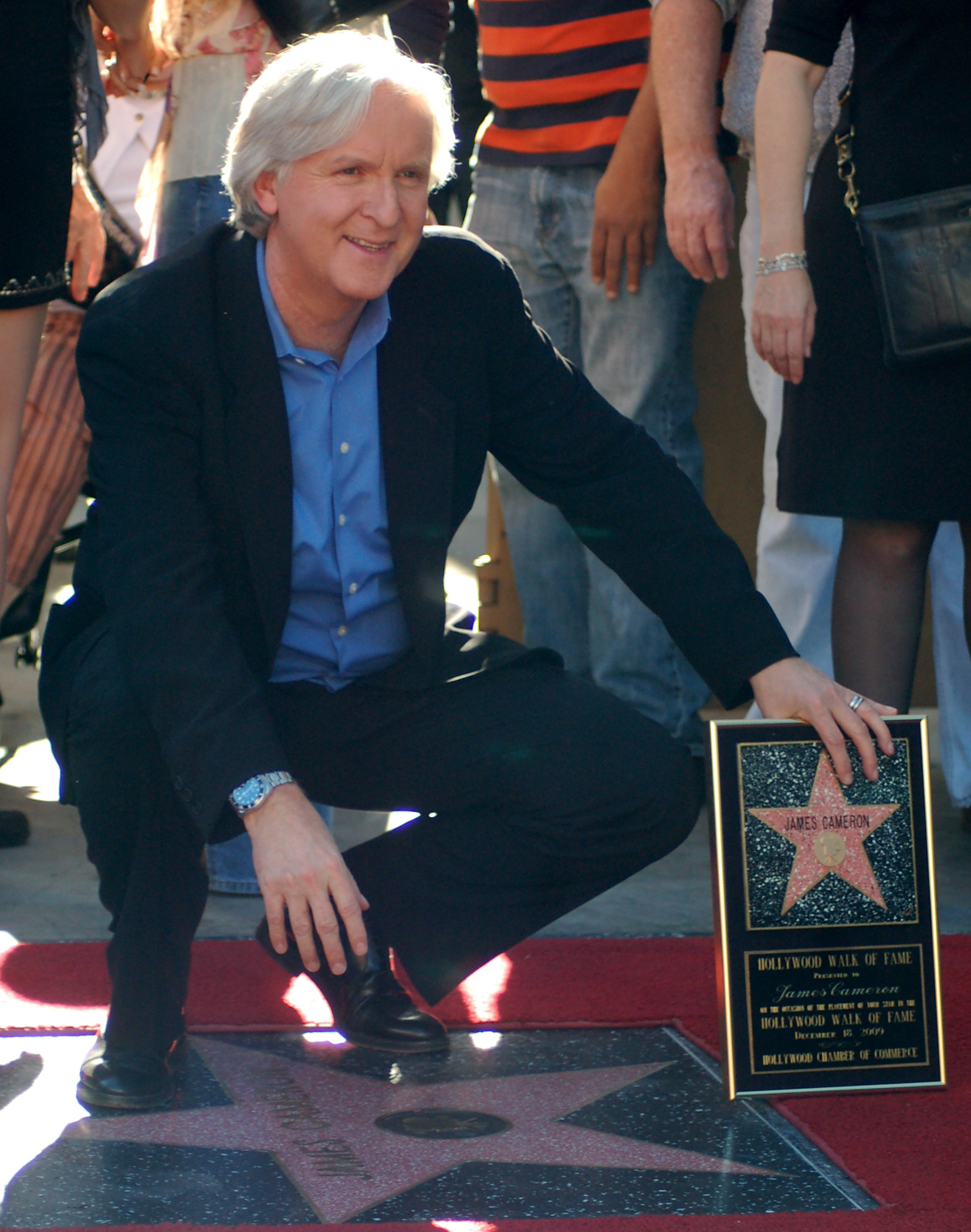
المخرج جيمس كاميرون وهو يكشف عن نجمته في 2009

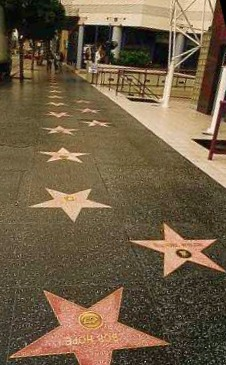
منظر للمر

## تاريخ النشأة
تم تأسيس ممشى المشاهير في هوليوود سنة 1958، في البداية كان لبعض المشاهير العديد من النجوم، لكن في يومنا هذا، أصبح لكل مشهور واحدة، وفي سنة 1978، قدمت مدينة لوس أنجلوس طلبا جَعَل من ممر الشهرة معلمة تاريخية.
في الأصل، كان يحتوي ممشى المشاهير على 2500 نجمة فارغة، امتلأت 1558 منها في الست شهور الأولى فقط، بعد ذلك قل ريثم وضع النجوم، حيث أصبحت توضع نجمتان فقط في كل شهر، وفي سنة 1994 كان ممر الشهرة قد امتلأ بأزيد من 2000 نجمة، في حين وصل عدد النجوم المليئة بشخصيات حقيقية وغير حقيقية 2400 نجمة بحلول عام 2009.

## تواريخ مهمة
- في 10 فبراير 2017، أكمل ممر الشهرة 2601 نجمة.[4]
- أول نجمة وضعت في ممر الشهرة كانت تخص جوان وودوارد وذلك في 9 فبراير 1960.
- الشخص الوحيد الذي حصل على نجمة في الفئات الخمس كان جين أوتري.
- هناك نجوم وضعت لأشخاص غير حقيقيين، على غرار ميكي ماوس، بطوط، ويني-ذا-بوه والضفدع كامل.
- نجم محمد علي والذي حصل عليها سنة 2002، لا توجد على الرصيف بل على الحائط، حتى لا يدنس اسم محمد رسول الإسلام.[5]

## معرض الصور

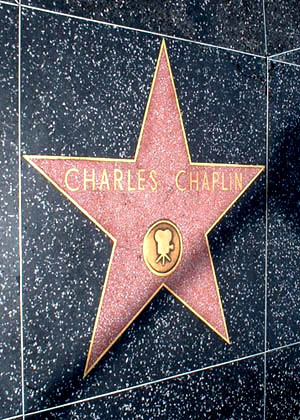
نجمة تشارلي تشابلن.
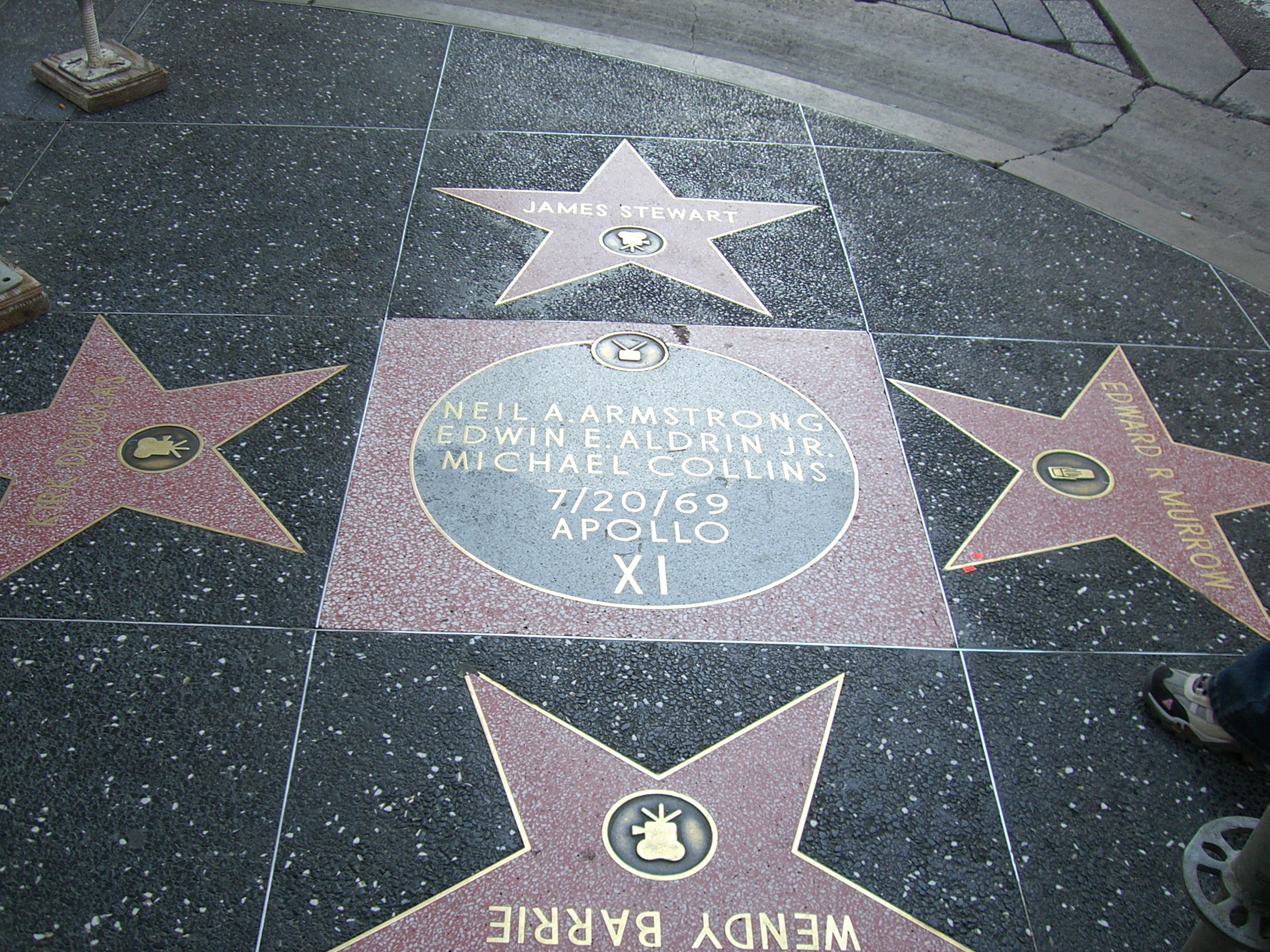
نجمة تخص أشخاص وضعوا قدمهم على القمر
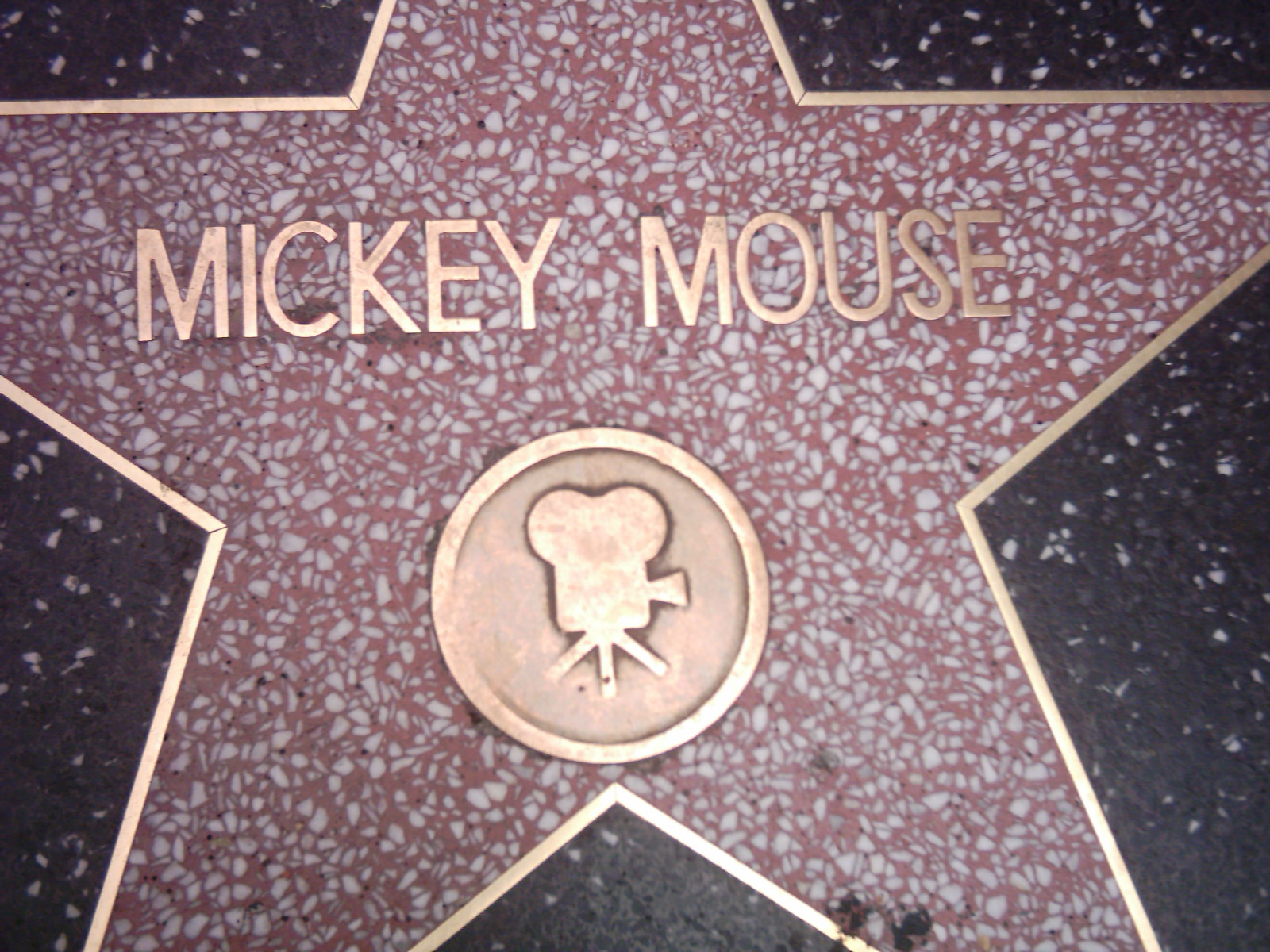
نجمة ميكي ماوس.
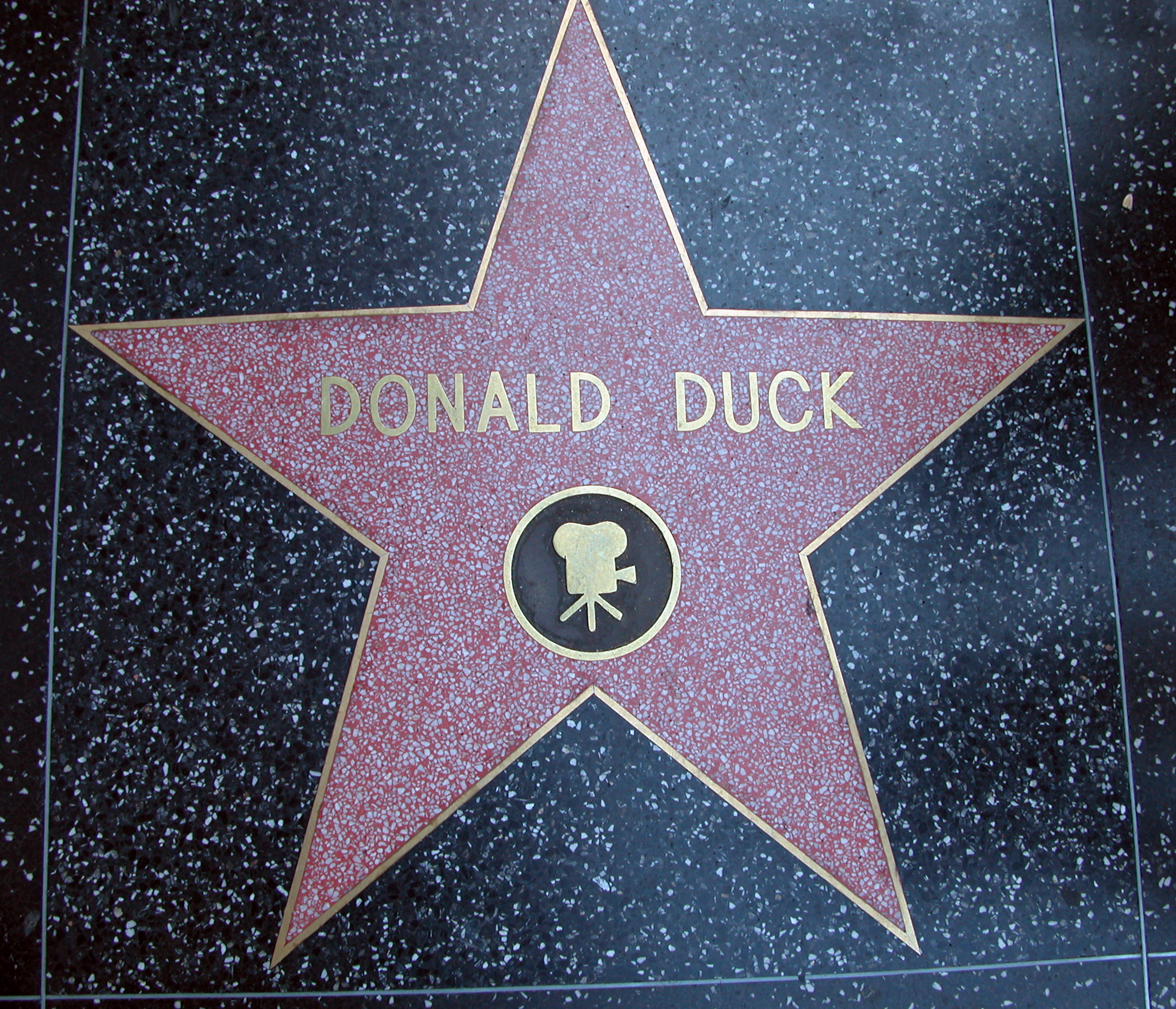
نجمة بطوط
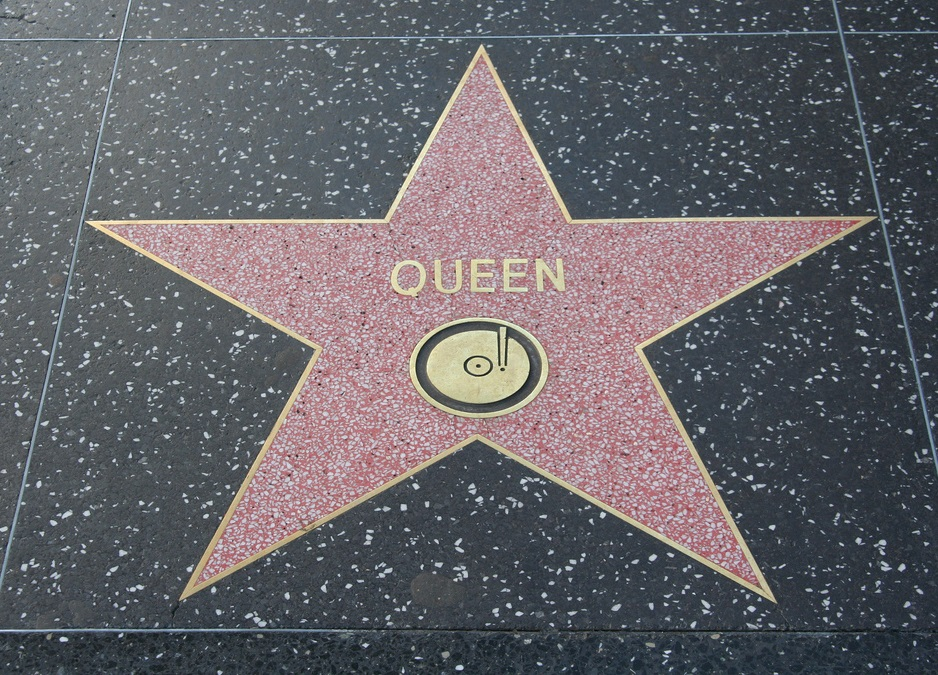
نجمة فرقة الروك كوين

## مقالات ذات صلة
- قائمة النجمات في ممشى المشاهير في هوليوود

## وصلات خارجية
- الموقع الرسمي